# Bakaiku
Bakaiku en basque ou Bacáicoa en espagnol est une municipalité de la communauté forale de Navarre (Espagne).
Elle est située dans la vallée de Sakana qui fait partie de la mérindade de Pampelune, à 44 km de celle-ci, zone bascophone de la province où la langue basque est coofficielle avec l'espagnol. Le secrétaire de mairie est aussi celui de Iturmendi.

## Géographie
Le village a une superficie de 11,7 km2 qui s'étend depuis Ataun au nord jusqu'à le massif d'Urbasa au sud dans une configuration d'un territoire étroit et long. Les autres limites sont Etxarri-Aranatz à l'est et Iturmendi à l'ouest. Le territoire peut se diviser en trois parties :
- La zone nord : montagneuse, point culminant à 960 m (Irumugeta) avec une prédominance de hêtraies dans les parties hautes et de châtaigneraies et chênaies dans les parties plus basses.
- La zone intermédiaire : plate, formée par la vallée de Burunda. Ici abondent les terres cultivables et est traversée par la rivière Burunda.
- La zone sud : montagneuse et plus escarpée que la zone nord. Elle est connue sous le nom de Barga et pourrait correspondre à la face nord du massif d'Urbasa. On rencontre ici les plus hauts sommets, 1 145 m sur le territoire de Burnikutz.

## Histoire
Comme toute la vallée de Burunda, la municipalité se trouve dans un corridor naturel et stratégique entre l'Alava, la Navarre et le Guipuscoa. L'histoire de Bakaiku est très liée à celle de la vallée, en étant très puni par les éternelles luttes et affrontements qui avaient lieu dans cette zone. Ainsi, ils attaquèrent les guipuscoans, plus tard elle fut rasée par les troupes napoléoniennes et finalement par les carlistes.
Ses fueros ont été aussi pareillement à celles de ceux de cette vallée, recevant du roi Sanche VII le fort, Charles II et Jean II, amélioreront cette condition. Finalement, le roi Jean III d'Albret en 1494, supprimera l'impôt nommée gailurdirua.
Son histoire est datée antérieurement à l'université de la vallée de Burunda (1211), et de fait, au XVIIIe siècle était un des noyaux de population des plus importants de la zone.
La présence humaine est aussi importante dans les époques préhistoriques comme l'atteste un hache en silex retrouvée ici et qui est exposée au musée de Navarre.

## Division linguistique
En 2011, 49.5% de la population de Bakaiku ayant 16 ans et plus avait le basque comme langue maternelle. La population totale située dans la zone bascophone en 2018, comprenant 64 municipalités dont Bakaiku, était bilingue à 60.8%, à cela s'ajoute 10.7% de bilingues réceptifs.

### Droit
En accord avec Loi forale 18/1986 du 15 décembre sur le basque, la Navarre est linguistiquement divisée en trois zones. Cette municipalité fait partie de la zone bascophone où l'utilisation du basque y est majoritaire. Le basque et le castillan sont utilisés dans l'Administration publique, les médias, les manifestations culturelles et en éducation cependant l'usage courant du basque y est présent et encouragé le plus souvent.

## Administration
Actuellement elle est en train d'être intégrée à la Mancomunidad de Sakana.
Elle partage le secrétaire (de mairie) avec son village voisin Iturmendi.
| Législature | Maire                              | Parti politique      |
| 1979        | José Miguel Ondarra                | AGRUP. IND. BACAICOA |
| 1983        | José Manuel Etxeberría Solís       | BAKAIKUKO HERRIA     |
| 1987        | José Manuel Etxeberría Solís       | HB                   |
| 1991        | Francisco Javier Ayestarán Erdocia | HB                   |
| 1995        | Nicanor Ansó                       | EA                   |
| 1999        | José Manuel Etxeberría Solís       | EH                   |
| 2003        | Javier Angel Anda Landa            | Txunkai              |
| 2007        | Eduardo Urrestarazu                | Na-Bai               |

## Démographie
| Évolution démographique | Évolution démographique | Évolution démographique | Évolution démographique | Évolution démographique | Évolution démographique | Évolution démographique | Évolution démographique | Évolution démographique | Évolution démographique | Évolution démographique |
| 1996 | 1998                    | 1999                    | 2000                    | 2001                    | 2002                    | 2003                    | 2004                    | 2005                    | 2006                    | 2007                    |
| --- | ----------------------- | ----------------------- | ----------------------- | ----------------------- | ----------------------- | ----------------------- | ----------------------- | ----------------------- | ----------------------- | ----------------------- |
| 359 | 365                     | 363                     | 360                     | 362                     | 349                     | 345                     | 333                     | 338                     | 337                     | 338                     |
| Sources : [http ://www.navarra.es/home_es/Navarra/272%20municipios/entidad.html?cod=119 Bakaiku] et [http ://www.cfnavarra.es/estadistica/index.html instituto de estadística de navarra] |                         |                         |                         |                         |                         |                         |                         |                         |                         |                         |

## Patrimoine

### Patrimoine religieux
- Église paroissiale Saint Jean Baptiste. C'est un édifice baroque du XVIIe siècle. On pense qu'elle existait au début du Moyen Âge car on trouve des inscriptions datant de 1216. En 2003, le département de la culture du gouvernement de Navarre avec l'institution du Prince de Viana intègrent dans l'inventaire général de beaucoup de meubles dans le patrimoine historique espagnol les pièces d'art religieux de cette paroisse suivantes :
  - le retable de la Vierge du rosaire avec la sculpture imposante ronde ;
  - le retable principal et imposant en rond qui représente l'Immaculée appartenant à ce retable ;
  - le retable San Pedro imposant et en rond avec des reliefs ;
  - les sculptures imposantes et en rond de San Pedro et Santiago, appartenant au premier retable ;
  - un calice, un encensoir et une petite nef.
- L'ermitage de Santiago. Il est situé dans la vieille ville. Le retable principal, également inclus dans l'inventaire général des biens meubles du patrimoine historique espagnol. Le jour de Santiago (Jacques), le 25 juillet, on célèbre ici la messe majeure et la veille on chante le Salve dans laquelle participent tous les élus dans une procession solennelle.
- L'ermitage San Benito. Il est situé dans la partie basse de La Barga et on pense que ce sont les seuls restes possibles d'un ancien village, qui comme tant d'autres de la Burunda, disparut à la suite d'une épidémie de peste noire[4] en 1348. À l'intérieur on peut remarquer des peintures murales. Le 21 mars on organise un pèlerinage.
- L'ermitage Santa Marina. Il se situe dans le massif d'Urbasa, vue privilégiée sur la vallée de Burunda. Bien qu'aujourd'hui elle est consacrée à Santa Marina, anciennement elle l'était à la Sainte Trinité comme l'attestent des écrits de l'époque ainsi que le fait que le jour de la Trinité (le dimanche suivant Pentecôte) a lieu un pèlerinage. En plus de ce jour, on organise des pèlerinages le mercredi avant la Trinité (connu sous le nom de Pazkualaugarren) et le 18 juillet, jour de Santa Marina. Dans l'organisation des célébrations, Bakaiku et Iturmendi alternent, les années paires c'est Bakaiku qui prend en charge et les années impaires ce sera Iturmendi. Il en est ainsi car cet ermitage appartient aux deux villages. Jusqu'aux guerres carlistes, Urdiain avait aussi des droits sur l'ermitage mais son manque de volonté pour la mettre en état à la suite des destructions durant ces guerres, font que ce dernier perdit ses droits.

## Personnalités
- Juan-Martín de Goicoechea y Galarza, Ziordia y Albizu. Né à Bakaiku le 2 novembre 1732, décédé à Saragosse le 4 avril 1806, il a été enterré au pied du Christ dans la salle de prières de la cathédrale del Pilar. Fondateur de l'Académie Royale de la noblesse et des beaux arts de San Luis (Real Academia de Nobles y Bellas Artes de San Luis)[5]. Il est ainsi le protecteur d'artistes importants comme Goya. Il sera décoré en 1798 de la croix de la Real y Distinguida Orden Española de Carlos III[6].
- José Ramón Anda Goikoetxea. Sculpteur né à Bakaiku en 1949, il fera ses études à l'école des beaux arts de San Fernando de Madrid entre 1970 et 1974, ainsi qu'à l'académie des beaux arts d'Espagne à Rome. Bien qu'il ait travaillé sur beaucoup de matériaux comme la pierre, le fer, sa préférence va au bois, élément naturel de sa proposition artistique. Il a reçu des prix aux biennales de Vitoria-Gasteiz en 1978 et de Saint Sébastien en 1983.
- Patxi Ondarra ou Francisco Ondarra Erdocia (né à Bakaiku en 1925-2005), est un prêtre, philologue, écrivain et académicien basque espagnol.
- Lorenzo Ondarra Erdozia. capucin, organiste et compositeur, né à Bakaiku le 20 novembre 1931. Il suit des études musicales au conservatoire municipal de musique de Saint Sébastien. Il composera des œuvres religieuses et profanes. En 1969 il reçoit le premier prix national de musique (à égalité avec Tomás Marco[7]) pour son œuvre Diálogos. Il est le directeur de musique du séminaire capucin d'Altsasu. Il a publié Flauta dulce, melodías de España, Flauta dulce, melodías de Europa, et Flauta dulce, melodías vascas, toutes en 1982.

## Légendes
On raconte que sur les montagnes de Bakaiku ont poussé les chênes qui ont servi à la construction des mâts des galions de la fameuse invincible Armada.

### Sources
- (es) Cet article est partiellement ou en totalité issu de l’article de Wikipédia en espagnol intitulé « Bacáicoa » (voir la liste des auteurs).